# Championnat d'Asie de football des moins de 16 ans 1996
Navigation
Qatar 1994 Qatar 1998
Le Championnat d'Asie de football des moins de 16 ans 1996 est la septième édition du Championnat d'Asie de football des moins de 16 ans qui a eu lieu en Thaïlande du 17 septembre au 1er octobre 1996. L'équipe du Japon, championne d'Asie lors de l'édition précédente, va y défendre son titre après avoir réussi à passer les éliminatoires. Ce tournoi sert de qualification pour la prochaine Coupe du monde des moins de 17 ans, qui aura lieu en Égypte durant l'été 1997 : les 3 meilleures équipes (les 2 finalistes et le vainqueur du march pour la 3e place) seront qualifiés pour le tournoi mondial.

## Équipes participantes
Au terme des éliminatoires, les 10 équipes qualifiées pour la phase finale sont :
- Thaïlande - Organisateur (qualifiée d'office)
- Japon - Tenant du titre
- Oman
- Chine
- Koweït
- Iran
- Ouzbékistan
- Corée du Sud
- Bahreïn
- Inde

## Résultats
Les 10 équipes participantes sont réparties en 2 poules. Au sein de la poule, chaque équipe rencontre ses adversaires une fois. À l'issue des rencontres, les 2 premiers de chaque poule se qualifient pour la phase finale de la compétition, disputée en demi-finales et finale. 

### Groupe A
| Rang | Équipe       | Pts | J | G | N | P | Bp | Bc | Diff |  | Résultats (▼ dom., ► ext.) |  |     |     |     |     |
| ---- | ------------ | --- | - | - | - | - | -- | -- | ---- |  | -------------------------- |  | --- | --- | --- | --- |
| 1    | Oman         | 10  | 4 | 3 | 1 | 0 | 12 | 4  | +8   |  | Oman                       |  | 2-2 | 3-1 | 1-0 | 6-1 |
| 2    | Japon        | 10  | 4 | 3 | 1 | 0 | 13 | 6  | +7   |  | Japon                      |  |     | 3-2 | 5-2 | 3-0 |
| 3    | Corée du Sud | 4   | 4 | 1 | 1 | 2 | 7  | 8  | -1   |  | Corée du Sud               |  |     |     | 3-1 | 1-1 |
| 4    | Koweït       | 3   | 4 | 1 | 0 | 3 | 5  | 9  | -4   |  | Koweït                     |  |     |     |     | 2-0 |
| 5    | Ouzbékistan  | 1   | 4 | 0 | 1 | 3 | 2  | 12 | -10  |  | Ouzbékistan                |  |     |     |     |     |

### Groupe B
| Rang | Équipe    | Pts | J | G | N | P | Bp | Bc | Diff |  | Résultats (▼ dom., ► ext.) |  |     |     |     |     |
| ---- | --------- | --- | - | - | - | - | -- | -- | ---- |  | -------------------------- |  | --- | --- | --- | --- |
| 1    | Thaïlande | 10  | 4 | 3 | 1 | 0 | 15 | 3  | +12  |  | Thaïlande                  |  | 4-2 | 1-1 | 3-0 | 7-0 |
| 2    | Bahreïn   | 9   | 4 | 3 | 0 | 1 | 13 | 7  | +6   |  | Bahreïn                    |  |     | 6-0 | 2-1 | 3-2 |
| 3    | Chine     | 4   | 4 | 1 | 1 | 2 | 5  | 10 | -5   |  | Chine                      |  |     |     | 2-0 | 2-3 |
| 4    | Iran      | 3   | 4 | 1 | 0 | 3 | 5  | 8  | -3   |  | Iran                       |  |     |     |     | 4-1 |
| 5    | Inde      | 3   | 4 | 1 | 0 | 3 | 6  | 16 | -10  |  | Inde                       |  |     |     |     |     |

### Demi-finales
| 29 septembre 1996 | Oman | 1 - 0 | Bahreïn |  |  |
|                   |      |       |         |  |  |

| 29 septembre 1996 | Thaïlande | 1 - 0 | Japon |  |  |
|                   |           |       |       |  |  |

### Match pour la3eplace
| 1er octobre 1996 | Bahreïn         | 0 - 0 t.a.b. | Japon |  |  |
|                  |                 |              |       |  |  |
|                  | Tirs au but 4-1 |              |       |  |  |

### Finale
| 1er octobre 1996 | Oman | 1 - 0 | Thaïlande |  |  |
|                  |      |       |           |  |  |

### Équipes qualifiées pour la Coupe du monde
Les trois sélections qualifiées pour la prochaine Coupe du monde sont :
- Oman
- Thaïlande
- Bahreïn